# Parnaenus cuspidatus
Parnaenus cuspidatus là một loài nhện trong họ Salticidae.
Loài này thuộc chi Parnaenus. Parnaenus cuspidatus được Frederick Octavius Pickard-Cambridge miêu tả năm 1901.